# MV Agusta
MV Agusta, MV - Meccanica Verghera Agusta je italijanski proizvajalec motornih koles, ki so ga ustanovili 12. februarja 1945 v Cascina Costa, v bližini Milana. MV Agusta je oddelek letalskega podjetja Agusta, ki ga je ustanovil grof Giovanni Agusta leta 1923. Leta 1927 je Giovanni umrl, podjetje so prevzeli njegova žena in sinovi Domenico, Vincenzo, Mario in Corrado. MV Agusto so ustanovili z namenom, da bi po vojni ohranili delovna mesta podjetja Agusta in  proizvajali poceni transportna sredstva. Sprva je podjetje proizvajalo majhna motorna kolesa z delovno prostornino 125-250 cc, v 1960 so začeli proizvajati močnejše 350 cc in kasneje 600-750 cc motorje. 
Leta 1991 je Cagiva prevzela blagovno znamko MV Agusta in prestavila nove 4-valjne 750 cc motorje MV Agusta F4. Leta 2004 so predstavili svoj prvi 1000 cc motor. 

## Motocikli

### Klasični modeli (1946–1980)
- 98 cc  1946–1949
- 125 twin 1947
- 125 3-speed 1948–1949
- 125 TEL 1949–1954
- 125 CSL scooter 1949–1951

- 250 1947–1951
- 125 Motore Lungo 1950–1953
- 125  CGT skuter  1950–1952
- 500 Turismo  1950
- Ovunque skuter  1951–1954
- 150 1952–1953
- 175 CS  1953–1959
- Pullman 1953–1956
- 125 Turismo Rapido 1954–1958
- 48 moped 1955–1959

- Superpullman 1955–1957
- 300 twin 1955
- Raid 250 cc in 300 cc 1956–1962
- Ottantatre  83 cc 1958–1960
- 175 A B 1958–1959
- 125 TREL.  Centomila 1959–1963
- 150 4T 1959–1970
- Chicco skuter 1960–1964
- Tevere 235  1959–1960

- Checca ( 83 cc, 99 cc, 125 cc ) 1960–1969
- Liberty 50 cc  1962–1969

- Germano 50 cc 1964–1968
- Arno 166 GT  1964–1965
- 125 GT-GTL  1964–1973
- 125 Regolarita 1965–1970
- 250 twin 1966–1971
- 600 tourer
- 750 GT
- 750SS
- 750 Sport (bobnaste zavore) 1972–1974
- 750 Sport (diskaste zavore) 1974
- 750 Sport America 1975–1978
- 850SS
- MV Agusta 350B Sport 1970–1974
- 350 Ipotesi 1975–1980
- 125 Sport 1975–1980

### Dirkalni modeli (1946–1976)
- 98/125 dvo taktni 1946–1949
- 125 twin-cam 1950–1960
- MV Agusta 125 SOHC 1953–1956
- 175 twin-cam 1955–1958
- 250  1955–1959
- 350  1957
- 2501959–1966

- 500 cc 6-valjni 1957–1958
- 125  1965
- 350 cc 3-valjni 1965–1973
- MV Agusta 500 Three 1966–1974
- 350 cc 6-valjni 1969
- 350 cc 4-valjni 1971–1976
- 500 cc 4-valjni 1973–1976

## Moderni motocikliy (1998 -)

### MV AgustaMV Agusta F4750cc
- F4 750 S (2000)
- F4 750 S 1+1 (2000)

Omejene serije:
- F4 Serie Oro (1999-2002),300 zgrajenih
- F4 Senna 750 (2002), 300 zgrajenih
- F4 SPR (2004), 300 zgrajenih

### MV AgustaMV Agusta F41000cc (prvi model)
- F4 1000 S (2005–06)
- F4 1000 S 1+1 (2005–06)
- F4 1000 R (2006–07)
- F4 1000 R 1+1 (2006–07)
- F4 1000 R 312 (2007–08)

- F4 1078 RR 312 (2008–09)

- F4 Ago (2005), 300 zgrajenih
- F4 Tamburini (2005–06), 300 zgrajenih
- F4 Senna 1000 (2006–07), 300 zgrajenih
- F4 CC - Claudio Castiglioni (2006–08), 300 zgrajenih

CRC 
- F4 Veltro Pista (2006+), 23 zgrajenih
- F4 Veltro Strada (2006+)  99 zgrajenih
- F4 Viper (2002+)

[SP-01 - 50 motociklov]
- F4 Mamba (2005+)

[SP-02 (basic) / SP-03 (full optional) / SP-04 (standard) - 300 zgrajenih
- F4 Corse (2006+)

[SP-14 (monoposto) / SP-15 (biposto),  300 zgrajenih

### MV AgustaF41000cc (2. model)
- F4 1000 R (2010)
- F4 1000 RR (2011)

Omejene serije
- F4 1078 RR 312 Edizione finale (2010)
- F4 1000 R Frecce Tricolori (2010)
- F4 1000 RR edition 50ans école d’aviation de chasse (2011)

### MV Agusta F3 675cc
- F3 (2013)

- F3 675 Serie Oro (2013)

### MV AgustaBrutale750cc
- Brutale 750 S (2003)
- Brutale 750 Serie Oro (2004), 300 zgrajenih

CRC omejene serije
- Brutale Starfighter Titanium (2006+), 23 zgrajenih
- Brutale Starfighter R (2006+), 99 zgrajenih
- Brutale America (2005+)

[SP-05 (basic) / SP-06, 300 zgrajenih
- Brutale CRC (2005+)

[SP-07 (basic) / SP-08, 300 zgrajenih
- Brutale Mamba (2005+)

[SP-09 (basic) / SP-10  / SP-11, 300 zgrajenih
- Brutale Gladio (2005+)

[SP-12 (basic) / SP-13, 300 zgrajenih

### MV AgustaBrutale1000cc (1. model)
- Brutale 910 S (2006)
- Brutale 910 R (2007)
- Brutale 1078 RR (2008)

- Brutale 989 R (2008)
- Brutale 910 R Italia (2007)
- Brutale 910 R Wally  (2007)
- Brutale 1078 RR Jean Richard (2009)

### MV AgustaBrutale1000cc (2. model)
- Brutale 990 R (2010)
- Brutale 1090 R (2010)
- Brutale 1090 RR (2010)
- Brutale 920 (2011)
- Brutale 990 R Brand Milano (2010)
- Brutale 1090 RR Cannonball (2010)
- Brutale 1090 RR Corsa (2013)

### MV Agusta Rivale 800cc
- Rivale 800

### MV Agusta Brutale Dragster 800 cc
- Brutale Dragster 800
- Brutale Dragster 800 RR